# Ferme abbatiale Saint-Laurent
L'ancienne ferme abbatiale Saint-Laurent appelée aussi le château-ferme d'Anthisnes est un bâtiment situé à Anthisnes en province de Liège (Belgique). Une aile de la ferme comprend l'ancienne église Saint-Maximin datant du Xe siècle dont les peintures murales sont reprises sur la liste du patrimoine exceptionnel de la Région wallonne depuis 2009.

## Localisation
La ferme abbatiale Saint-Laurent est située dans le village condrusien d'Anthisnes, au no 4 de l'avenue de l'Abbaye. Elle jouxte la ferme d'Omalius tandis que l'avouerie d'Anthisnes se trouve à une centaine de mètres.

## Historique
L'église Saint-Maximin est un des plus anciens édifices religieux de la région. Elle est fondée dès le Xe siècle puis régulièrement aménagée pendant les siècles suivants. Le corps de logis de la ferme est réalisé sans doute à la fin du XIVe siècle. Il s'agit d'une possession de l'abbaye de Waulsort de 946 à 1659 puis de l'abbaye Saint-Laurent de Liège de 1664 à 1797. L'abbé Guillaume Natalis entreprend la reconstruction d'une partie de la ferme entre 1665 et 1683. Ensuite, les bâtiments deviennent la propriété de R.J. Vernick en 1797, du chevalier Grandchamps au XIXe siècle, de M. Cartuyvels vers 1904 et de A. Dombar en 1978. La ferme perd sa fonction d'exploitation agricole en 1977 et est complètement restaurée dans les années 2010 pour être transformée en une vingtaine de logements sociaux.

## Description

### L'ancienne église Saint-Maximin
Fondée au cours du Xe siècle dans un style préroman, l'église dédiée à Saint Maximin occupe l'aile sud de la ferme. Elle a été désacralisée en 1890. Cet ancien édifice religieux remanié dans le style roman au cours du XIe siècle et du XIIe siècle a fait l'objet de multiples transformations pendant les siècles suivants. L'église possède deux nefs de cinq travées et un chœur à chevet plat ainsi qu'une tour carrée de quatre niveaux datant probablement du XIIIe siècle. Les peintures murales datant de la seconde moitié du XVIe siècle représentent les saints Crépin, Crépinien, Gangulph, sainte Véronique, la Vierge à l'Enfant ainsi qu'un gibet. Ces peintures sont reprises sur la liste du patrimoine exceptionnel de la Région wallonne depuis 2009. L'église, dans un état de délabrement et dont les baies ont été protégées par des planches de bois, n'est pas accessible dans l'attente d'une possible restauration.

### L'ancienne ferme
Cette grande ferme en carré possède une vaste cour intérieure d'environ 1 100 m2. L'imposant porche d'entrée haut de trois niveaux possède une porte cochère cintrée, une pierre sculptée aux armes de l'abbé Guillaume Natalis et une niche qui abritait jadis une statue de Saint Laurent. Ce porche d'entrée a été réalisé en 1682. À gauche du porche d'entrée, l'aile ouest faisait fonction de corps de logis et possède plusieurs baies à meneau et à traverse sur deux niveaux. L'aile nord était constituée d'une importante grange de la fin du XVIIe siècle alors que l'aile est se composait de différentes étables du XVIIIe siècle ou du XIXe siècle.. La ferme bâtie en pierre calcaire est précédée d'un mur de pierre et d'une tourelle ronde longeant la voirie (rue Elva).

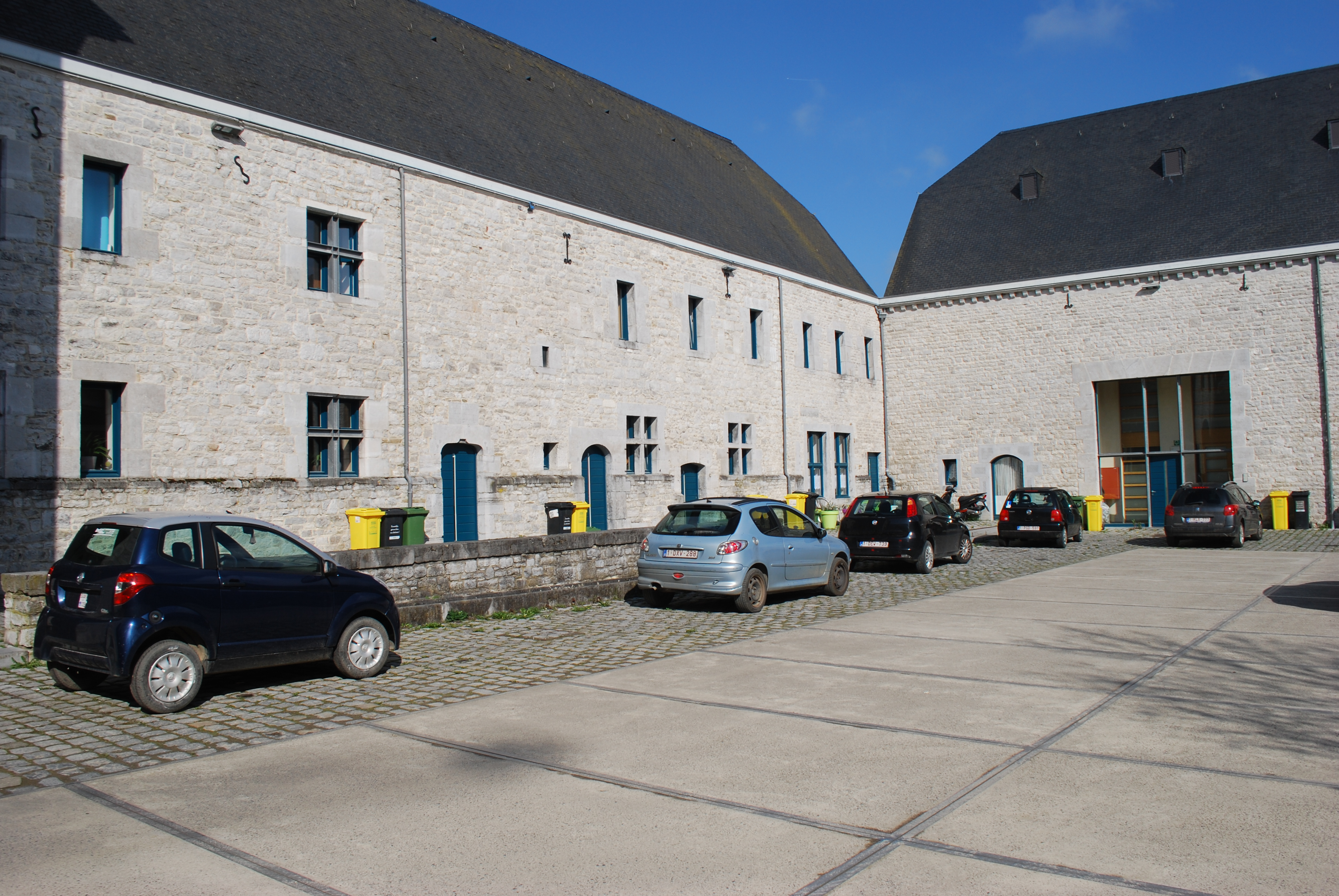
La cour intérieure